# Afromental
Afromental este o trupă pop din Olsztyn, Polonia.
Formația a lansat patru single-uri: "I've Got What You Need" (2007), "Thing We've Got" (2008), "Happy Day" (2008) și "Pray 4 Love" (2009).
În date de 12 octombrie 2007, Afromental a lansat albumul de debut intitulat "The Breakthru". Piesa care a promovat albumul, "I've Got What You Need", s-a calificat la Festivalul Top Trendy 2007 din Sopot. 

## Membrii
- Wojciech "Łozo" Łozowski - voce
- Tomasz "Tomson" Lach - voce
- Bartosz "Śniady" Śniadecki - clape
- Tomasz "Torres" Torres - baterie
- Wojtek "Lajan" Witczak - chitară bas
- Aleksander "Baron" Milwiw-Baron - chitară
- Grzegorz "Dziamas" Dziamka - baterie

## Discografie

### Albume de studio
- The Breakthru (2007)
- Playing with Pop (2009)
- The B.O.M.B. (2011)
- Mental House (2014)
- 5 (2019)

### Videoclipuri
- "Thing We've Got"
- "The Breakthru"
- "Pray 4 Love"
- "Radio Song"
- "Rock&Rollin' Love"
- "Rollin' With You"
- "It's my life" feat. VNM & Sound'n'Grace